# حليمة سنية
الحُلَيمَة السِّنيَّة (بالإنجليزية: Dental papilla)‏ في علم الأجنة وتطور ما قبل الولادة، تكون عبارة عن تكاثف لخلايا خارج الرحم تسمى الأرومات السنيَّة، وتُرى في أقسام نسيجية من الأسنان النامية. تقع الحليمة السنيَّة أسفل تكدس خلوي يعرف باسم عضو المينا. تظهر الحليمة السنية بعد 8-10 أسابيع خلال الحياة داخل الرحم. تؤدي الحليمة السنية إلى ظهور العاج ولب السن.
يشكل عضو المينا والحليمة السنية وجريب الأسنان معًا وحدة واحدة تسمى جرثومة الأسنان. هذا مهم لأن جميع أنسجة السن والهياكل الداعمة لها تتكون من هذه التجمعات الخلوية المتميزة. على غرار جريب الأسنان، تتمتع الحليمة السنية بإمدادات دموية غنية جدًا وتوفر التغذية لعضو المينا.

## علم الأجنة[3]
تكوين الحليمة السنية يحدث في مرحلة الغطاء لتكوين الأسنان.

### مرحلة الغطاء
مرحلة الغطاء هي المرحلة الثانية من نمو الأسنان وتحدث خلال الأسبوع التاسع أو العاشر من تطور ما قبل الولادة. يشكل التكاثر غير المتكافئ لبرعم السن شكل غطاء ثلاثي الأبعاد. ويغطي هيكل القبعة هذا النسيج المئوي الخارجي، والذي يرتبط بأنسجة الأديم المتوسط المعروفة باسم الحليمة السنية بشكل علوي، ويقع داخل التقعر الظهاري.
أنواع مختلفة من التمايز تحدث في هذه المرحلة؛ مثل التمايز الخلوي، والتمايز النسيجي والتمايز الشكلي. التمايز النسيجي هو تمايز أنواع الأنسجة المختلفة أثناء تطوير مجموعة جنينية/ مجموعة من الخلايا غير المتمايزة. وعلاوة على ذلك، فالتشكيل هو العملية الفسيولوجية السائدة خلال مرحلة الغطاء. وهذا يرجع إلى تشكيل منشم الأسنان. يحتوي المنشم على كل أنواع الأنسجة البدائية، الأساسية لتطوير الأسنان المتعاقبة. هذه الأنسجة البدائية معا تشكل عضو المينا، وحليمة الأسنان وكيس الأسنان.
خلال مرحلة الغطاء أيضًا، يتم تكوين منخفض داخل أعمق جزء من كل برعم سن من الصفيحة السنية. الصفيحة السنية عبارة عن شريط من الأنسجة الطلائية التي تربط برعم السن النامي بالظهارة الفموية. تتفكك الصفيحة السنية في النهاية إلى مجموعات صغيرة من الظهارة ويعاد امتصاصها. الصفيحة السنية هي أول دليل على نمو الأسنان وتبدأ في الأسبوع السادس من الرحم.
وهذا هو المسؤول عن شكل هيكل عضو المينا الذي يشبه الغطاء. من المهم أن نلاحظ أن المينا هو منتَج للأديم الظاهر لأنه مشتق في الأصل من الأديم الظاهر وهو الأبعد من الطبقات الجرثومية الثلاث للجنين المكوَّن. الاثنان الآخران هما: الأديم المتوسط والأديم الباطن. يؤدي إلى ظهور الجهاز العصبي، وأجهزة الإحساس، والطبقة الخارجية للجلد، والأسنان والغشاء المبطن لتجويف الفم (الفم).